# Cymbopogon xichangensis
Cymbopogon xichangensis är en gräsart som beskrevs av R.Zhang och Bi Sin Sun. Cymbopogon xichangensis ingår i släktet Cymbopogon, och familjen gräs. Inga underarter finns listade i Catalogue of Life.